# Provinz Valdivia
Die Provinz Valdivia (spanisch Provincia de Valdivia) ist eine Provinz in der chilenischen Región de Los Ríos. Die Hauptstadt ist Valdivia. Beim Zensus 2017 lag die Einwohnerzahl bei 290.868 Personen.

## Geographie
Die Provinz grenzt im Westen an den Pazifischen Ozean, im Norden an die Provinz Cautín, im Osten an Argentinien und im Süden an die Provinz Ranco.

## Gemeinden
Die Provinz Valdivia gliedert sich in acht Gemeinden:
- Valdivia
- Lanco
- Máfil
- Panguipulli
- Corral
- Mariquina
- Los Lagos
- Paillaco